# Sphyraena flavicauda
Sphyraena flavicauda, conosciuto comunemente come barracuda dalla coda gialla è un pesce appartenente alla famiglia Sphyraenidae.

## Distribuzione e habitat
Questa specie è diffusa dal Mar Rosso all'Indo-Pacifico (fino al Giappone e alla Grande Barriera Corallina. Abita acque poco profonde (da 2 a 25 metri di profondità solamente), come baie e lagune di atolli, è strettamente legato alle barriere coralline. La sua diffusione tuttavia non è attendibilissima, in quanto è facilmente confondibile con l'affine Sphyraena obtusata.
In seguito a migrazione lessepsiana ha colonizzato la parte orientale del mar Mediterraneo: segnalato per la prima volta in Israele nel 1992, si è successivamente espanso alla Turchia, all'isola di Rodi e alla Libia.

## Descrizione
Il corpo è tipico dei barracuda: allungato, siluriforme, perfettamente idrodinamico, con testa affusolata, occhi molto grandi e mascelle potenti, provviste di denti affilati. Presenta due pinne dorsali, la prima, retta da forti spine, è opposta alle pinne ventrali mentre la seconda è simmetrica e opposta alla pinna anale. La pinna caudale è a delta, bilobata.

La livrea è semplice: un fondo grigio argenteo con riflessi metallici è striato da due sottili linee brune orizzontali, mentre il dorso e la parte centrale della coda sono gialle. Le altre pinne sono biancastre o trasparenti. 

Raggiunge una lunghezza massima di 60 cm.

## Etologia
Tende a riunirsi fin da giovane in banchi numerosi.

## Alimentazione
Ha dieta carnivora: si nutre prevalentemente di pesci e di crostacei.

## Pesca
È pescato per le sue carni e venduto commercialmente.